# Sankt Urban
Sankt Urban est une commune autrichienne du district de Feldkirchen en Carinthie.